# Laith Al-Deen/Diskografie
Diese Diskografie ist eine Übersicht über die musikalischen Werke des deutschen Popsängers Laith Al-Deen. Den Schallplattenauszeichnungen zufolge hat er bisher mehr als 500.000 Tonträger verkauft. Seine erfolgreichsten Veröffentlichungen sind die ersten beiden Studioalben Ich will nur wissen … und Melomanie mit jeweils über 150.000 verkauften Einheiten.

## Alben

### Studioalben
| Jahr | Titel                   | Höchstplatzierung, Gesamtwochen, AuszeichnungChartplatzierungen (Jahr, Titel, Platzierungen, Wochen, Auszeichnungen, Anmerkungen) | Höchstplatzierung, Gesamtwochen, AuszeichnungChartplatzierungen (Jahr, Titel, Platzierungen, Wochen, Auszeichnungen, Anmerkungen) | Höchstplatzierung, Gesamtwochen, AuszeichnungChartplatzierungen (Jahr, Titel, Platzierungen, Wochen, Auszeichnungen, Anmerkungen) | Anmerkungen                                                  |
| Jahr | Titel                   | DE | AT | CH | Anmerkungen                                                  |
| ---- | ----------------------- | --- | --- | --- | ------------------------------------------------------------ |
| 2000 | Ich will nur wissen …   | DE37 Gold · (13 Wo.)DE | — | — | Erstveröffentlichung: 25. September 2000 Verkäufe: + 150.000 |
| 2002 | Melomanie               | DE11 Gold · (35 Wo.)DE | — | — | Erstveröffentlichung: 6. Mai 2002 Verkäufe: + 150.000        |
| 2004 | Für alle                | DE1 Gold · (17 Wo.)DE | AT51 (3 Wo.)AT | CH81 (3 Wo.)CH | Erstveröffentlichung: 19. Januar 2004 Verkäufe: + 100.000    |
| 2005 | Die Frage wie           | DE3 (11 Wo.)DE | AT47 (3 Wo.)AT | CH62 (2 Wo.)CH | Erstveröffentlichung: 4. September 2005                      |
| 2007 | Die Liebe zum Detail    | DE3 Gold · (17 Wo.)DE | AT70 (2 Wo.)AT | CH87 (1 Wo.)CH | Erstveröffentlichung: 8. Juni 2007 Verkäufe: + 100.000       |
| 2009 | Session                 | DE30 (3 Wo.)DE | — | — | Erstveröffentlichung: 22. Mai 2009                           |
| 2011 | Der Letzte deiner Art   | DE5 (7 Wo.)DE | AT55 (1 Wo.)AT | — | Erstveröffentlichung: 6. Mai 2011                            |
| 2014 | Was wenn alles gut geht | DE2 (7 Wo.)DE | AT62 (1 Wo.)AT | — | Erstveröffentlichung: 31. Oktober 2014                       |
| 2016 | Bleib unterwegs         | DE1 (4 Wo.)DE | — | CH45 (1 Wo.)CH | Erstveröffentlichung: 15. Juli 2016                          |
| 2020 | Kein Tag umsonst        | DE3 (3 Wo.)DE | — | — | Erstveröffentlichung: 22. Mai 2020                           |
| 2024 | Dein Begleiter          | DE15 (1 Wo.)DE | — | — | Erstveröffentlichung: 19. April 2024                         |

### Livealben
| Jahr | Titel | Höchstplatzierung, Gesamtwochen, AuszeichnungChartplatzierungen (Jahr, Titel, Platzierungen, Wochen, Auszeichnungen, Anmerkungen) | Höchstplatzierung, Gesamtwochen, AuszeichnungChartplatzierungen (Jahr, Titel, Platzierungen, Wochen, Auszeichnungen, Anmerkungen) | Höchstplatzierung, Gesamtwochen, AuszeichnungChartplatzierungen (Jahr, Titel, Platzierungen, Wochen, Auszeichnungen, Anmerkungen) | Anmerkungen                             |
| Jahr | Titel | DE | AT | CH | Anmerkungen                             |
| ---- | ----- | --- | --- | --- | --------------------------------------- |
| 2004 | Live  | DE7 (6 Wo.)DE | — | — | Erstveröffentlichung: 6. September 2004 |

### Kompilationen
| Jahr | Titel              | Höchstplatzierung, Gesamtwochen, AuszeichnungChartplatzierungen (Jahr, Titel, Platzierungen, Wochen, Auszeichnungen, Anmerkungen) | Höchstplatzierung, Gesamtwochen, AuszeichnungChartplatzierungen (Jahr, Titel, Platzierungen, Wochen, Auszeichnungen, Anmerkungen) | Höchstplatzierung, Gesamtwochen, AuszeichnungChartplatzierungen (Jahr, Titel, Platzierungen, Wochen, Auszeichnungen, Anmerkungen) | Anmerkungen                            |
| Jahr | Titel              | DE | AT | CH | Anmerkungen                            |
| ---- | ------------------ | --- | --- | --- | -------------------------------------- |
| 2008 | 2000–2008: Best Of | DE31 (3 Wo.)DE | — | — | Erstveröffentlichung: 17. Oktober 2008 |

### EPs
- 2007: Die Liebe zum Detail

## Singles

### Als Leadmusiker
| Jahr | Titel Album                                    | Höchstplatzierung, Gesamtwochen, AuszeichnungChartplatzierungen (Jahr, Titel, Album, Platzierungen, Wochen, Auszeichnungen, Anmerkungen) | Höchstplatzierung, Gesamtwochen, AuszeichnungChartplatzierungen (Jahr, Titel, Album, Platzierungen, Wochen, Auszeichnungen, Anmerkungen) | Höchstplatzierung, Gesamtwochen, AuszeichnungChartplatzierungen (Jahr, Titel, Album, Platzierungen, Wochen, Auszeichnungen, Anmerkungen) | Anmerkungen                                  |
| Jahr | Titel Album                                    | DE | AT | CH | Anmerkungen                                  |
| ---- | ---------------------------------------------- | --- | --- | --- | -------------------------------------------- |
| 2000 | Bilder von Dir Ich will nur wissen…            | DE29 (20 Wo.)DE | — | CH83 (1 Wo.)CH | Erstveröffentlichung: 10. Juli 2000          |
| 2000 | Kleine Helden Ich will nur wissen…             | DE84 (4 Wo.)DE | — | — | Erstveröffentlichung: 25. Dezember 2000      |
| 2001 | Noch lange nicht genug Ich will nur wissen…    | DE68 (8 Wo.)DE | — | — | Erstveröffentlichung: 9. April 2001          |
| 2002 | Dein Lied Melomanie                            | DE26 (20 Wo.)DE | — | — | Erstveröffentlichung: 22. April 2002         |
| 2002 | Jetzt, hier, immer… Melomanie                  | DE62 (9 Wo.)DE | — | — | Erstveröffentlichung: 30. September 2002     |
| 2003 | Traurig Melomanie                              | DE62 (5 Wo.)DE | — | — | Erstveröffentlichung: 20. Januar 2003        |
| 2003 | Alles an dir Für alle                          | DE21 (13 Wo.)DE | — | — | Erstveröffentlichung: 24. November 2003      |
| 2004 | Höher Für alle                                 | DE81 (4 Wo.)DE | — | — | Erstveröffentlichung: 1. März 2004           |
| 2004 | Meilenweit Für alle                            | DE82 (9 Wo.)DE | — | — | Erstveröffentlichung: 24. Mai 2004 feat. Zoe |
| 2005 | Leb den Tag Die Frage wie                      | DE33 (9 Wo.)DE | — | — | Erstveröffentlichung: 1. August 2005         |
| 2007 | Keine wie du Die Liebe zum Detail              | DE16 (13 Wo.)DE | — | — | Erstveröffentlichung: 4. Mai 2007            |
| 2007 | Es wird nicht leicht sein Die Liebe zum Detail | DE79 (3 Wo.)DE | — | — | Erstveröffentlichung: 10. August 2007        |
| 2008 | Du Die Liebe zum Detail                        | DE70 (1 Wo.)DE | — | — | Erstveröffentlichung: 15. Februar 2008       |
| 2008 | Wie soll das gehen? 2000-2008: Best of         | DE77 (1 Wo.)DE | — | — | Erstveröffentlichung: 17. Oktober 2008       |
| 2011 | Sicher sein Der Letzte deiner Art              | DE70 (2 Wo.)DE | — | — | Erstveröffentlichung: 8. April 2011          |

Weitere Singles
- 2000: Ich will nur wissen… (The Invitation)
- 2005: Warten und Schweigen
- 2009: Evelin
- 2009: Lay Your Love on Me
- 2009: If I Ever Lose My Faith
- 2011: Wieder tun
- 2014: Was wenn alles gut geht
- 2014: Steine
- 2015: Nur wenn sie daenzt
- 2016: Geheimnis
- 2017: Alles dreht sich
- 2024: Alles anders
- 2024: Dein Begleiter

### Als Gastmusiker
| Jahr | Titel Album                           | Höchstplatzierung, Gesamtwochen, AuszeichnungChartplatzierungen (Jahr, Titel, Album, Platzierungen, Wochen, Auszeichnungen, Anmerkungen) | Höchstplatzierung, Gesamtwochen, AuszeichnungChartplatzierungen (Jahr, Titel, Album, Platzierungen, Wochen, Auszeichnungen, Anmerkungen) | Höchstplatzierung, Gesamtwochen, AuszeichnungChartplatzierungen (Jahr, Titel, Album, Platzierungen, Wochen, Auszeichnungen, Anmerkungen) | Anmerkungen                                                 |
| Jahr | Titel Album                           | DE | AT | CH | Anmerkungen                                                 |
| ---- | ------------------------------------- | --- | --- | --- | ----------------------------------------------------------- |
| 2003 | Du bist nicht allein Zeichen der Zeit | DE8 (15 Wo.)DE | AT32 (15 Wo.)AT | CH63 (5 Wo.)CH | Erstveröffentlichung: 1. Dezember 2003 mit Zeichen der Zeit |
| 2006 | Won’t Forget These Days 2006 –        | DE48 (7 Wo.)DE | — | — | Erstveröffentlichung: 9. Juni 2006 mit Music Team Germany   |

## Gastbeiträge
- 1995: Little Dave (sechs gesungene Titel auf dem Projekt von Thomas Hapke)[1]
- 2003: In meinem wilden Herzen (mit dem Rilke Projekt)
- 2005: Kristallnaach (BAP feat. Laith Al-Deen)
- 2006: PLAY! (Tobi Reiss)
- 2007: Wenn du dich traust (Annett Louisan & Laith Al-Deen)
- 2008: Sweet Honey (Leo Aberer feat. Laith Al-Deen & Johnny Palmer)
- 2011: Jemand anders sein (Luxuslärm feat. Laith Al-Deen)
- 2012: Identity (Maram El Dsoki feat. Laith Al-Deen)
- 2015: Es lebe die Freundschaft! (Peter Maffay feat. Laith Al-Deen, Johannes Oerding usw.)

## Videoalben und Musikvideos

### Videoalben
- 2008: Die Liebe zum Detail (Deluxe Edition)

### Musikvideos
| Jahr | Titel                        | Regisseur(e)              |
| ---- | ---------------------------- | ------------------------- |
| 2000 | Bilder von Dir               |                           |
| 2000 | Kleine Helden                |                           |
| 2001 | Noch lange nicht genug       |                           |
| 2002 | Dein Lied                    |                           |
| 2002 | Jetzt, hier, immer…          | Guido Weiss               |
| 2003 | Traurig                      |                           |
| 2003 | Alles an dir                 | Beate Fischer             |
| 2003 | Du bist nicht allein         | Robert Bröllochs          |
| 2004 | Höher                        | Beate Fischer             |
| 2004 | Meilenweit                   |                           |
| 2005 | Leb den Tag                  |                           |
| 2006 | Won’t Forget These Days 2006 |                           |
| 2007 | Keine wie du                 | Hagen Decker, Stefan Guzy |
| 2007 | Es wird nicht leicht sein    |                           |
| 2008 | Du                           |                           |
| 2008 | Wie soll das gehen?          | Jan Heinemann             |
| 2009 | If I Ever Lose My Faith      |                           |
| 2011 | Sicher sein                  |                           |
| 2011 | Wieder tun                   | Alex Diezinger            |
| 2012 | Identity                     | Andreas Z. Simon          |
| 2014 | Was wenn alles gut geht      |                           |
| 2014 | Steine                       |                           |
| 2015 | It’s Up to Me                | Andreas Z. Simon          |
| 2015 | Nur wenn sie daenzt          |                           |
| 2016 | Geheimnis                    |                           |

## Autorenbeteiligungen
Al-Deen schreibt den größten Teil seiner Lieder selbst, die folgende Liste beinhaltet Werke, die er für andere Interpreten schrieb:
- Mike Leon Grosch
  - 2006: No Ordinary Love

- Yvonne Catterfeld
  - 2003: Die Welt steht still
  - 2006: Sonnenschein

## Sonderveröffentlichungen
| Jahr | Titel Album                  | Anmerkungen                                                            |
| ---- | ---------------------------- | ---------------------------------------------------------------------- |
| 2012 | Identity Dein Song 2012      | Erstveröffentlichung: 30. März 2012 Maram el Dsoki feat. Laith Al-Deen |
| 2015 | It’s Up to Me Dein Song 2015 | Erstveröffentlichung: 6. März 2015 Levent Geiger feat. Laith Al-Deen   |

## Statistik

### Chartauswertung
|                     | DE     | AT    | CH    |
| ------------------- | ------ | ----- | ----- |
| Nummer-eins-Alben   | DE2DE  | AT—AT | CH—CH |
| Top-10-Alben        | DE8DE  | AT—AT | CH—CH |
| Alben in den Charts | DE13DE | AT5AT | CH4CH |

|                       | DE     | AT    | CH    |
| --------------------- | ------ | ----- | ----- |
| Nummer-eins-Singles   | DE—DE  | AT—AT | CH—CH |
| Top-10-Singles        | DE1DE  | AT—AT | CH—CH |
| Singles in den Charts | DE17DE | AT1AT | CH2CH |

### Auszeichnungen für Musikverkäufe
Anmerkung: Auszeichnungen in Ländern aus den Charttabellen bzw. Chartboxen sind in ebendiesen zu finden.
| Land/RegionAuszeichnungen für Musikverkäufe (Land/Region, Auszeichnungen, Verkäufe, Quellen) | Gold     | Platin | Verkäufe | Quellen           |
| -------------------------------------------------------------------------------------------- | -------- | ------ | -------- | ----------------- |
| Deutschland (BVMI)                                                                           | 4× Gold4 | —      | 500.000  | musikindustrie.de |
| Insgesamt                                                                                    | 4× Gold4 | —      |          |                   |